# Schlözer

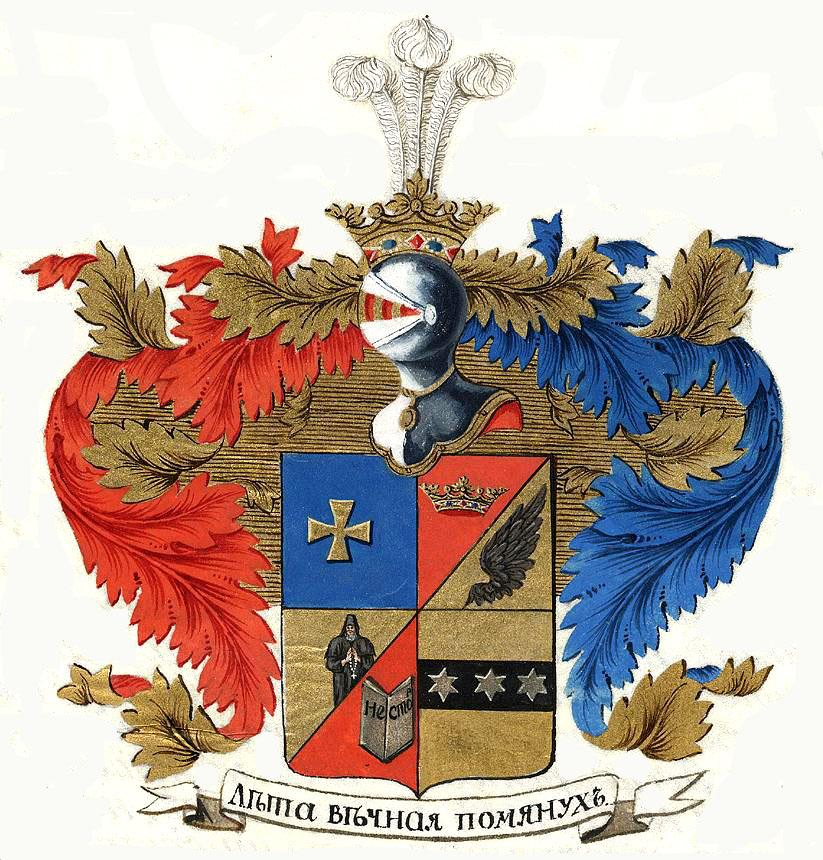
Wappen im russischen Adelsdiplom von 1804

Schlözer ist der Name einer Familie von Gelehrten, Kaufleuten, Diplomaten und Künstlern.

## Geschichte
Im 17./18. Jahrhundert waren drei Generationen der Familie als evangelische Geistliche in der Grafschaft Hohenlohe-Kirchberg tätig. Mit August Ludwig, der noch in Gaggstadt (heute Ortsteil von Kirchberg an der Jagst) geboren wurde und früh seinen Vater verlor, kam die Familie nach Göttingen und Russland. Er wurde 1804 von Zar Alexander I. geadelt. Schon er war zeitweilig in Lübeck tätig; seine Tochter Dorothea heiratete den Lübecker Kaufmann und Bürgermeister Mattheus Rodde, kam aber 1810 nach dessen Konkurs zurück nach Göttingen. Ihr Bruder Karl war ab 1805 selbständiger Kaufmann und später russischer Konsul in Lübeck. Ein Teil der Familie in Deutschland blieb bis 1873 russische Untertanen, ein anderer Teil ging ganz nach Russland und begründete in Witebsk den russischen Zweig der Familie.

## Wappen
Der Schild ist in 4 Teile geteilt. Im ersten Feld ist ein goldenes Kreuz im blauen Felde; im zweiten, diagonal durchschnitten, ist vom obern Winkel an, eine goldne Adelskrone im roten Feld und ein schwarzer Adlersflügel im goldenen Feld; im dritten Teil, auch im goldenen Feld, findet sich der Heilige Nestor von Kiew, Verfasser der (von Schlözer erforschten und herausgegebenen) Nestorchronik, mit einem vor ihm im roten Feld aufgeschlagenen silbernen Buch, mit der (russischen) Aufschrift Nestor; im vierten Teil sind in goldenem Feld drei silberne Sterne horizontal auf einem schwarzen Streif. Der Schild ist mit dem adeligen Helm und einer Krone mit Straußenfedern gekrönt. Die Seitenverzierungen am Schilde sind rot und blau mit Gold durchzogen. Unter dem Schild ist die Aufschrift (russisch): memor fui dierum antiquorum (Psalm 142,5 Vulgata).

## Bedeutende Vertreter der Familie
Zum deutschen Zweig gehören:
- August Ludwig von Schlözer (1735–1809), Historiker und Publizist in Göttingen verheiratet mit Caroline Friederike von Schlözer (1753–1808), Kunststickerin und Malerin
- ihre Kinder:
  - Dorothea Schlözer (1770–1825), verheiratet mit dem Lübecker Bürgermeister Mattheus Rodde, befreundet mit Charles de  Villers
  - Christian von Schlözer (1774–1832), Professor für Staatsrecht in Moskau und Bonn

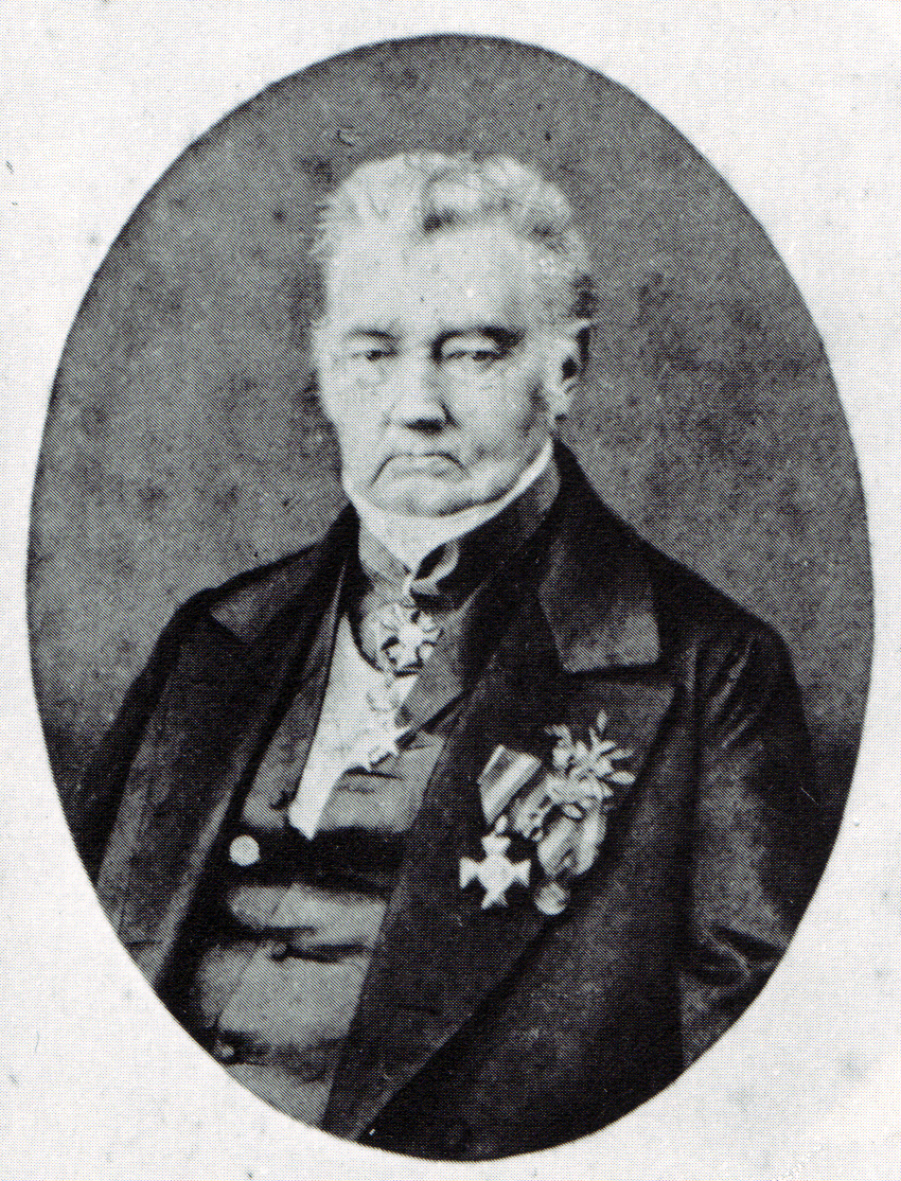
Karl von Schlözer

  - Karl von Schlözer Karl von Schlözer (1780–1859), Kaufmann und russischer Konsul in Lübeck
  - dessen Kinder
    - Nestor von Schlözer (1808–1899), russischer Konsul in Stettin (heiratete in zweiter Ehe die Malerin Luise von Schlözer)
    - dessen Söhne
      - Karl Nestor von Schlözer (1839–1906), kaiserlich russischer Staatsrat in Witebsk
      - Karl von Schlözer (Diplomat, 1854) (1854–1916), Diplomat in preußischen Diensten
      - Leopold von Schlözer (1859–1946), preußischer Offizier und Schriftsteller

    - Dina Cäcilie von Schlözer (1820–1904), verheiratet mit Theodor Curtius (Lübeck)
    - Kurd von Schlözer (1822–1894), Diplomat in preußischen Diensten

Zum russischen Zweig gehören:
- Julius von Schlözer (1808–1898), Arzt in Moskau (Sohn von Christian von Schlözer?)
  - Pavel Juljewitsch Schloezer (1841–1898), Pianist, Professor am Konservatorium in Moskau
  - Fjodor Juljewitsch Schloezer (1842–1906), Magistrat in Witebsk, und seine Kinder:
    - Boris de Schloezer (1881–1969), russisch-französischer Musik- und Literaturkritiker, Philosoph und Übersetzer
    - Tatjana Fjodorowna de Schloezer (1883–1922), Geliebte und spätere Frau in zweiter Ehe von Alexander Nikolajewitsch Skrjabin
    - deren gemeinsamer Sohn
      - Julian Alexandrowitsch Skrjabin (1908–1919)